# Węgry (województwo opolskie)

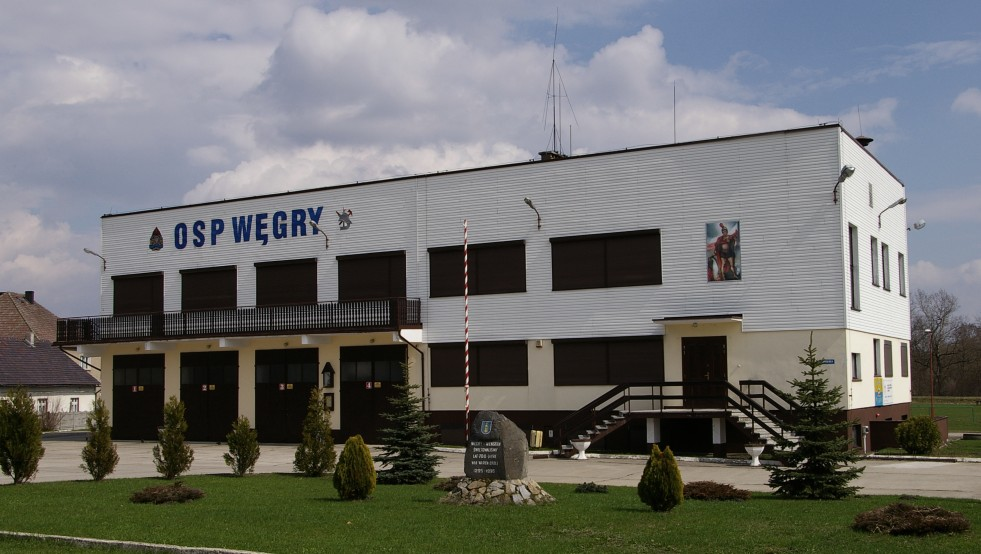
Remiza OSP Węgry oraz pomnik upamiętniający obchody 700-lecia wioski.

Węgry (dodatkowa nazwa w j. niem. Wengern) – wieś położona w województwie opolskim, w powiecie opolskim, w gminie Turawa.
Wieś leży nad Małą Panwią, w pobliżu drogi krajowej nr 45, sąsiaduje z wioską Osowiec.

## Historia
Nazwa "Węgry" wiązana jest z węgierskimi osadnikami, którzy mieli zasiedlić tę okolicę podczas przejścia wojsk Stefana Batorego. Pierwsza wzmianka o miejscowości pochodzi jednak z roku 1295.
Obecny most przez Małą Panew zbudowano w 1903 r. po tym, jak poprzedni most został zerwany przez powódź. 
W 1811 r. mieszkańcy czynili starania o pozyskanie z Opola drewnianego kościoła św. Barbary. Ubiegli ich jednak gospodarze z sąsiednich Kolanowic i kościół św. Barbary jest obecnie filią węgierskiej parafii. Parafia, obejmująca: Węgry, Kolanowice i Osowiec z przysiółkiem Trzęsina, została utworzona w 1925 r. poprzez wyłączenie z parafii Kotórz Wielki. 
Podczas II wojny światowej Węgry nie były terenem walk, ale podczas wkraczania wojsk radzieckich i późniejszych rabunków wiele budynków spłonęło, a niektórzy mieszkańcy stracili życie, niejednokrotnie w wyniku zemsty pracujących tutaj przymusowo mieszkańców terenów okupowanych. Wojsko niemieckie planowało wysadzenie mostu na Małej Panwi, jednak nie doszło do tego, ponieważ oddziały radzieckie weszły do wsi, przekraczając wcześniej rzekę w innym punkcie.
Pod koniec lat 80., w związku ze zwiększeniem się ruchu samochodowego, postanowiono zbudować obwodnicę Węgier i Osowca pozwalającą na ominięcie zwartej zabudowy, kilku ostrych zakrętów oraz wąskiego i wysokiego mostu. Obwodnica obchodzi obydwie miejscowości od północnego zachodu.
W wiosce znajduje się przedszkole, społeczna szkoła podstawowa, a także remiza OSP. Znajdują się tutaj dwa przystanki PKS, na których zatrzymują się autobusy łączące Opole głównie z Kluczborkiem i Olesnem.

## Zabytki
Do wojewódzkiego rejestru zabytków wpisany jest:
- kościół parafialny pod wezwaniem św. Józefa, z l. 1938-39, został poświęcony w 1939 r. Wcześniej przez pewien czas funkcjonował tymczasowy budynek kościelny.

inne zabytki:
- pomnik upamiętniający mieszkańców Węgier poległych w I wojnie światowej, zbudowany w latach międzywojennych, znajduje się przy skrzyżowaniu ulic Szkolnej i Opolskiej. Po II wojnie światowej[potrzebny przypis] dodano tablice z nazwiskami żołnierzy poległych w latach 1939–1945
- krzyż i kapliczkę z figurką św. Urbana, patrona miejscowości, znajdujące się przy pomniku, zbudowano w 1837 r.
- drugą kapliczkę dobudowano w latach 1936-1937.

## Osoby związane z Węgrami
- Piotr Klimek – duchowny katolicki, katecheta oraz dziekan w Żorach
- Józef Franczok – architekt